# Can’t Let You Go
Can’t Let You Go – singel amerykańskiego rapera Fabolousa, promujący album pt Street Dreams. Gościnnie występują: piosenkarka Lil' Mo i Mike Shorey. Do utworu powstał teledysk.

## Lista utworów
1. „Can’t Let You Go” (album version)
2. „Can’t Let You Go” (main remix original version)
3. „Young’n” (album version)
4. „Can’t Deny It” (album version)